# Enrico Marini
Enrico Marini (geboren 13 augustus 1969) is een Italiaanse striptekenaar. 
Hij is gekend vanwege de strips Gipsy met schrijver Thierry Smolderen, De Schorpioen met schrijver Stephen Desberg en zijn eigen De adelaars van Rome .

## Biografie
Marini werd geboren in Zwitserland en studeerde grafische kunst aan de School voor Schone Kunsten van Basel .

## Publicaties

### Olivier Varèse
Uitgegeven door Alpen Publishers
- 1990   : 1. De duif op het Rode Plein (La Colombe de la place Rouge), geschreven door Marelle
- 1992   : 2. Welkom in Kokonino World (Bienvenue à Kokonino World), geschreven door Thierry Smolderen
- 1992   : 3. Aanval op Kokonino World (Raid sur Kokonino World), geschreven door Thierry Smolderen
- 1993   : 4. De geur van Magnolia (Le Parfum du magnolia), geschreven door Georges Pop

### Gipsy
Geschreven door Thierry Smolderen
- 1993   : 1. De zwerver van de C3C (L'Étoile du Gitan)
- 1994   : 2. Vlammen in Siberië (Les Feux de Sibérie)
- 1995   : 3. De dag van de tsaar (Le Jour du Tsar)
- 1997   : 4. De zwarte ogen (Les Yeux noirs)
- 1999   : 5. De witte vleugel (L'Aile blanche)
- 2002   : 6. De Azektenlach (Le Rire Aztèque)

### Ster van de woestijn
Geschreven door Stephen Desberg, uitgegeven door Dargaud
- 1996   : Deel 1
- 1996   : Deel 2
- 2016   : Deel 3
- 2017   : Deel 4
- 1999  : Carnet de Croquis

### De Aasgieren
Geschreven door Jean Dufaux, uitgegeven door Dargaud
- 1998   : Deel 1
- 2000   : Deel 2
- 2001   : Deel 3
- 2003   : Deel 4

### De Schorpioen
Geschreven door Stephen Desberg, uitgegeven door Dargaud
- 2000   : 1. Het teken van de duivel (La Marque du diable)
- 2001   : 2. Het geheim van de Paus (Le Secret du Pape)
- 2002   : 3. Het Kruis van Petrus (La Croix de Pierre)
- 2004   : 4. De duivel in het Vaticaan (Le Démon au Vatican)
- 2004   : 5. Het Heilige Dal (La Vallée sacrée)
- 2005   : 6. De Schat van de Tempel (Le Trésor du Temple)
- 2006   : 7. In de Naam van de Vader (Au Nom du Père)
- 2007   : buiten de serie. Het proces schorpioen
- 2008   : 8. De Schaduw van de Engel (L'Ombre de l'ange)
- 2010   : 9. Het Masker van de Waarheid (Le Masque de la vérité)
- 2012   : 10. In de Naam van de Zoon (Au nom du fils)
- 2013   : Integraal in twee delen (Delen 1 tot 5 en 6 tot 10)
- 2014   : 11. De negende familie (La Neuvième Famille)
- 2019   : 12. De goddeloze augur (Le Mauvais Augure)

### De adelaars van Rome
Gepubliceerd door Dargaud
- 2007   : Eerste boek I
- 2009   : Tweede boek II
- 2011   : Derde boek III
- 2013   : Vierde boek IV
- 2016   : Vijfde boek V

- Biblioteca Nacional de España: XX895188
- Bibliothèque nationale de France: cb122425025 (data)
- Catàleg d'autoritats de noms i títols de Catalunya: 981058611681006706
- Gemeinsame Normdatei: 123552508
- International Standard Name Identifier: 0000 0001 2019 4904
- Library of Congress Control Number: n00034079
- Nationale Bibliotheek van Tsjechië: xx0003811
- Nederlandse Thesaurus van Auteursnamen: 149050321
- Istituto Centrale per il Catalogo Unico: CFIV243631
- Système universitaire de documentation: 03115445X
- Virtual International Authority File: 65822
- WorldCat: E39PBJxxfmVjF8KXBc69TvrrMP